# Die Auserwählten – Kill Order
Die Auserwählten – Kill Order (Originaltitel The Kill Order) ist ein dystopischer Science-Fiction-Roman des US-amerikanischen Autors James Dashner. Es ist das Prequel der Maze Runner: Die Auserwählten-Trilogie. Der Roman erschien in der Übersetzung durch Anke Caroline Burger und Katharina Hinderer, die auch für die anderen Übersetzungen der Trilogie verantwortlich sind, am 28. August 2015 in deutscher Version. In diesem Buch erfahren die Leser mehr über die Hintergrundgeschichte der Hauptfigur Thomas und wie die dystopische Welt, in der er lebt, zu dem wurde, was sie ist.

## Handlung
Das Buch Die Auserwählten – Kill Order spielt vor den Ereignissen der ersten drei Bücher der Serie während der Ausbreitung des „Brand“. Die Hauptfiguren sind der Teenager Mark, seine Freundin Trina, der ältere Soldat Alec sowie dessen Freundin Lana, die auch beim Militär war.
In Träumen erinnert sich Mark an die erste Zeit nach den Sonneneruptionen, die er mit Trina in der U-Bahn überlebt hatte, während ein großer Teil der Bevölkerung starb. Mit Alec, Lana und einigen anderen retten sie sich vor einem Tsunami, der durch das plötzliche Abschmelzen der Polkappen nach der Sonneneruption ausgelöst wurden. Nach einiger Zeit konnten sie sich in Appalachen flüchten und in einer Flüchtlingssiedlung leben.
Die Haupthandlung beginnt damit, dass die Einwohner der Flüchtlingssiedlung von einem Berk, einer Art Hubschrauber, mit Spritzen beschossen werden. Mark und Alec gelangen an Bord des Berk und finden heraus, dass sich in den Spritzen ein tödlicher Virus befindet. Der Berk stürzt ab, und sie kämpfen sich zurück zur Siedlung. Dort sind viele Einwohner an dem Virus sofort gestorben, andere litten unter starken Kopfschmerzen und wurden verrückt, bevor sie starben.
Mark, Alec, Trina und Lana wollen zum Stützpunkt des Berk aufbrechen, um mehr über das Virus und ein Gegenmittel herauszufinden. Auf dem Weg treffen sie in einem Dorf das einsame kleine Kind Deedee, das sie mitnehmen.
Nach einiger Zeit hören sie des Nachts Gesang. Mark und Alec suchen die Quelle und lassen die Frauen zurück. Sie kommen in ein Lager einer Sekte, die die Sonneneruptionen als Dämonen interpretierte und alle Nichtgläubigen töten will. Mark und Alec werden gefangen genommen, als eine fremde Gruppe von Fanatikern das Lager stürmt, so dass Mark und Alec entkommen können. In dem Tumult entsteht ein Waldbrand, der die Flucht erschwert. An ihrem eigenen Lager angekommen, müssen sie erkennen, dass die Frauen verschwunden sind. Sie folgen ihren Spuren.
Mark und Alec finden einen im Boden verborgenen Schacht, vielmehr eine Rampe im Boden, die die Berks in ein Tunnelsystem bringen kann. Sie gelangen hinein und verstecken sich, als ein Berk hineinfliegt. In der Basis stoßen sie auf einen Versammlungsraum, in dem ein gewisser Bruce über die Gefangennahme von drei Frauen berichtet und davon, dass die Gruppe die NNK, die Nacheruptive Notstandskoalition als Notregierung, stürzen will. Mark und Alec können mit Müh und Not aus der Basis im Berk fliehen. Sie machen sich auf die Suche nach den Frauen. Zumindest Mark verspürt Auswirkungen des Virus auf seinen Verstand und die ersten Anzeichen der Krankheit.
Die Frauen werden in einem Vorort von Asheville entdeckt, allerdings inmitten Horden von Kranken. Im Berk finden Mark und Alec zwei Transvice, das sind Waffen, mit denen andere Menschen atomisiert werden können. So bewaffnet dringen sie in den Vorort vor. Sie sehen Lana, die von den Kranken zu Tode gequält wird. Sie vertreiben die Kranken, und Alec erlöst Lana von ihren Leiden. Mark und Alec dringen in ein Haus ein, in dem sie Trina und Deedee vermuten. Sie finden sie im Keller, sind aber umzingelt von Kranken. Trinas Krankheit ist fortgeschritten, und sie erkennt Mark nicht mehr. Zu viert kämpfen sie sich aus dem Keller, wobei Mark sein Transvice verliert. Sie können zum Berk fliehen.
Am nächsten Tag ist auch Alec schwer erkrankt, die Symptome bei Mark verschlimmern sich. Sie können vier Kranke, die in den Berk eingedrungen sind abwehren, und fliegen so schnell wie möglich nach Asheville. Es ist nämlich offensichtlich, dass Deedee immun gegen das Brandvirus ist. Deswegen wollen sie Deedee ins NNK-Hauptquartier nach Alaska schicken, damit dort ein Heilmittel gefunden werden kann. In Asheville gibt es einen Transporter, der zum NNK führen soll. Bruce' Truppen sind auch schon in der Stadt. Während Trina und Mark Deedee beim Übertritt in den Transporter helfen, steuert Alec plangemäß den Berk mit Schwung in das Gebäude, um den Transporter auf dieser Seite zu zerstören.

## Pressestimmen
„Die Leser müssen Nerven beweisen, denn auch dieses Abenteuer ist unvorstellbar spannend.“